# Gabriël Sterk
Gabriël Sterk est un sculpteur néerlandais né le 29 novembre 1942 à Vleuten aux Pays-Bas. Il a travaillé aux Pays-Bas, en Australie et en France. Les œuvres les plus connues de Sterk sont ses œuvres monumentales en bronze :  Cézanne, Van Gogh, Rembrandt et Picasso. Il a également réalisé de nombreuses sculptures animalières (équestres en particulier) et des compositions libres.

## Biographie

### Jeunesse
Sterk a passé sa jeunesse dans le cadre du château de Haar, près de la ville d'Utrecht, où les sculptures et la nature environnante ont éveillé son imagination artistique dès son plus jeune âge. À 12 ans, il est envoyé au séminaire, mais sa vocation artistique se confirme rapidement.    

### Formation
À 16 ans, Sterk suit des cours à l'École des Beaux-Arts d'Adélaïde. Inspiré par la faune et la flore australiennes, il y poursuit ses études d'art sous la tutelle de Dora Chapman (1911-1995) qui lui conseille de retourner en Europe pour poursuivre sa formation. Admis en 1960 à l'Académie Royale des Beaux-Arts d'Amsterdam (Rijksakademie van Beeldende Kunsten), Sterk y étudie la sculpture pendant sept ans. Pendant cette période, il s'initie parallèlement aux techniques de la fonderie. 
À la fin de ses études, il remporte la « médaille du Prix de Rome » à 27 ans, avec sa statue David et Saül (aujourd’hui dans la ville de Breukelen, Pays-Bas). 

### Carrière
La carrière de Sterk a débuté aux Pays-Bas où il a réalisé une vingtaine de commandes publiques pour des municipalités.
Son retour en Australie en 1979 marque une étape importante : il y exécute des œuvres monumentales comme La Jument et son Poulain, pour la ville de Scone. Cette œuvre se trouve depuis 1982 à Elizabeth Park. Il réalise également The Ghan pour Alice Springs.
Il ouvre également près d'Adélaïde une galerie et crée sa propre fonderie dans laquelle de nombreux bronzes voient le jour, dont certaines œuvres du sculpteur et peintre australien John Dowie (1915-2008).
Cette période est caractérisée par une exploration technique et une production artistique prolifique.
En 1985, il s'installe en France, en région parisienne, près de Rambouillet et expose à la galerie Bernheim-Jeune à Paris. Par ailleurs, il expose fréquemment ses œuvres équestres à Deauville et la Mairie de Clairefontaine (Yvelines) organise en 1991 une exposition de ses œuvres.
En 1992, le Prix d'Excellence du « Grand Prix Rodin » lui est décerné par The Hakone Open-Air Museum au Japon pour son bronze monumental Noyade (Drowning).
En 2000, Gabriel Sterk s'installe dans le sud de la France à Aix-en-Provence. En 2002, il réalise pour la ville le bronze monumental de Paul Cézanne. L'œuvre est inaugurée en 2006, place de la Rotonde, pour le centenaire de la mort du peintre. 
La même année, sa statue monumentale de Vincent van Gogh trouve sa place définitive dans le Monastère Saint-Paul-de-Mausole à Saint-Rémy-de-Provence et en 2017 la ville de Mougins acquiert le portait monumental de Picasso.
Sterk expose ses sculptures à Aix-en-Provence et participe à de nombreuses expositions dans le Sud de France.
En 2023, l'exposition Mougins Monumental présente dix-huit bronzes monumentaux du sculpteur.
Le 13 juillet 2024, le bronze monumental Rembrandt en habit de peintre est inauguré au centre-ville de Leiden, sa ville natale.

## Influences et style
L'œuvre de Sterk est profondément enracinée dans la tradition figurative de la sculpture européenne, tout en étant influencée par ses expériences de vie en Australie. Son style combine un réalisme saisissant avec une exploration audacieuse des formes et des textures, utilisant principalement le bronze pour ses qualités expressives. 

## Œuvres dans les collections muséales
- Jeune fille, 1967, (Museum Beelden aan Zee) 
- Van Gogh, 2004, (Noordbrabants Museum) 
- Noyade (Drowning), 1992, (Utsukushi-ga-hara Open air museum) 
- Jappeloup, 1996, (Musée olympique de Lausanne) 
- Picasso, 2008, (Musée d'Art Classique de Mougins)

## Galerie photo

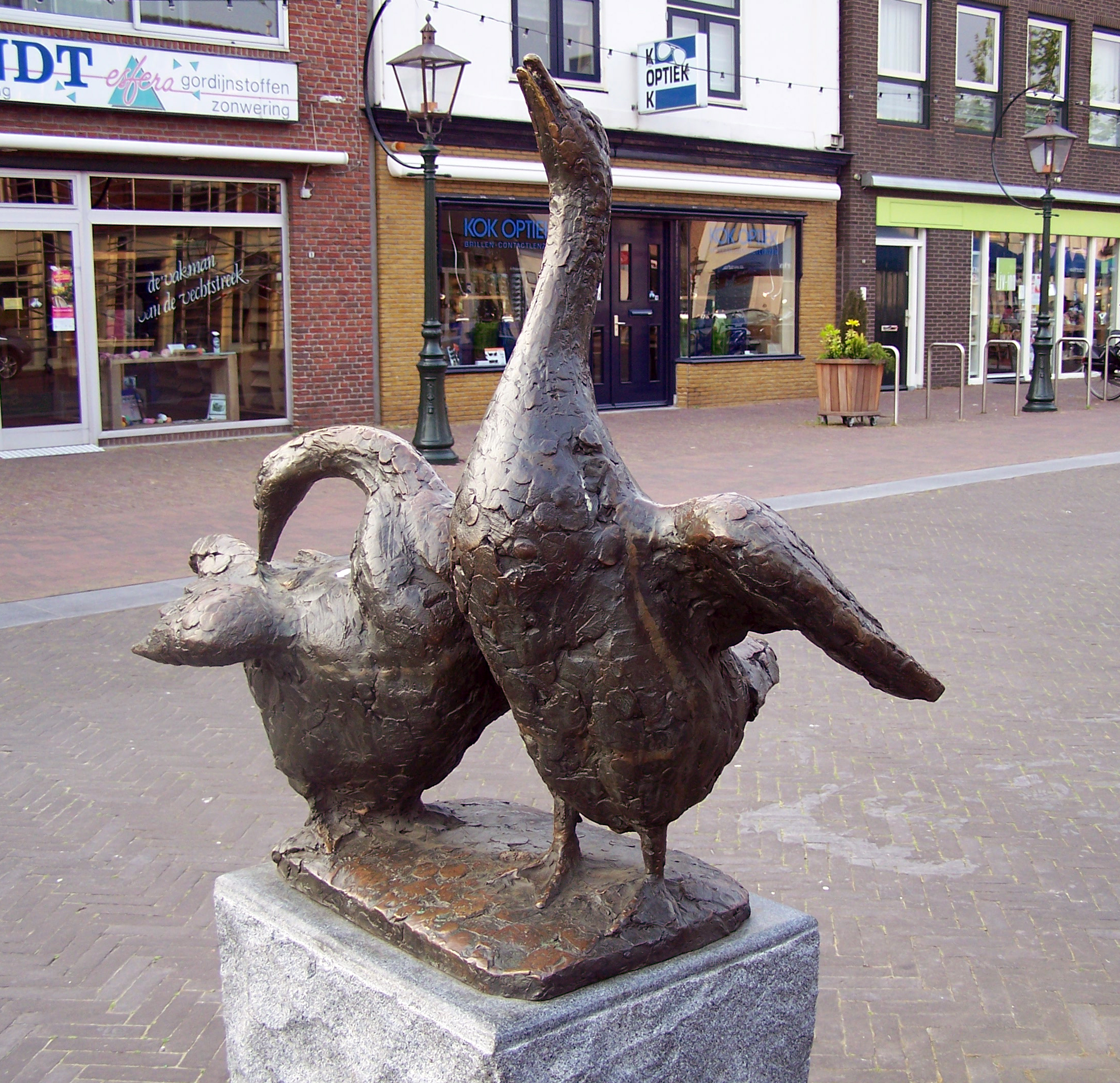
Oies (1975)
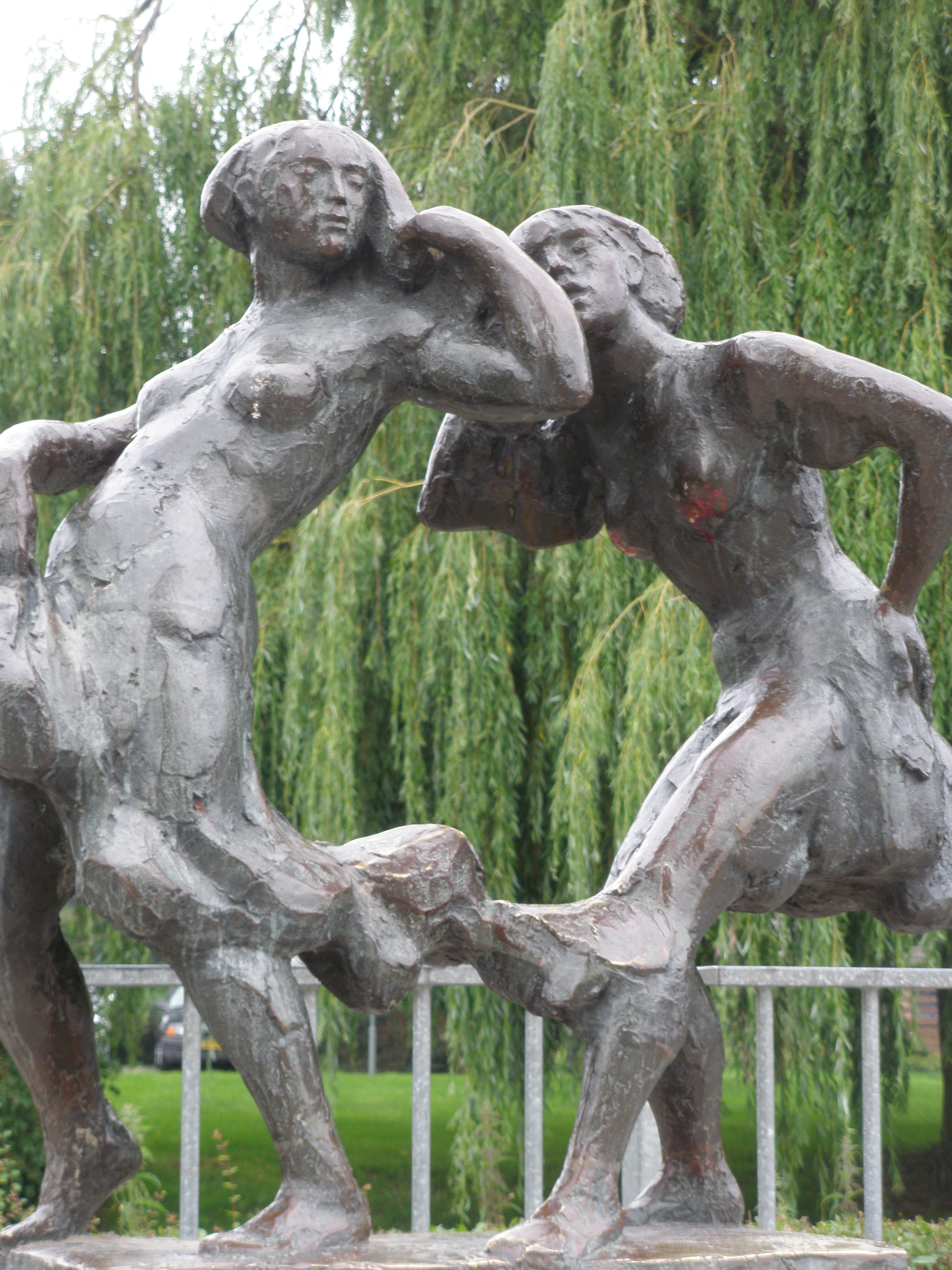
Danseuses (1977)
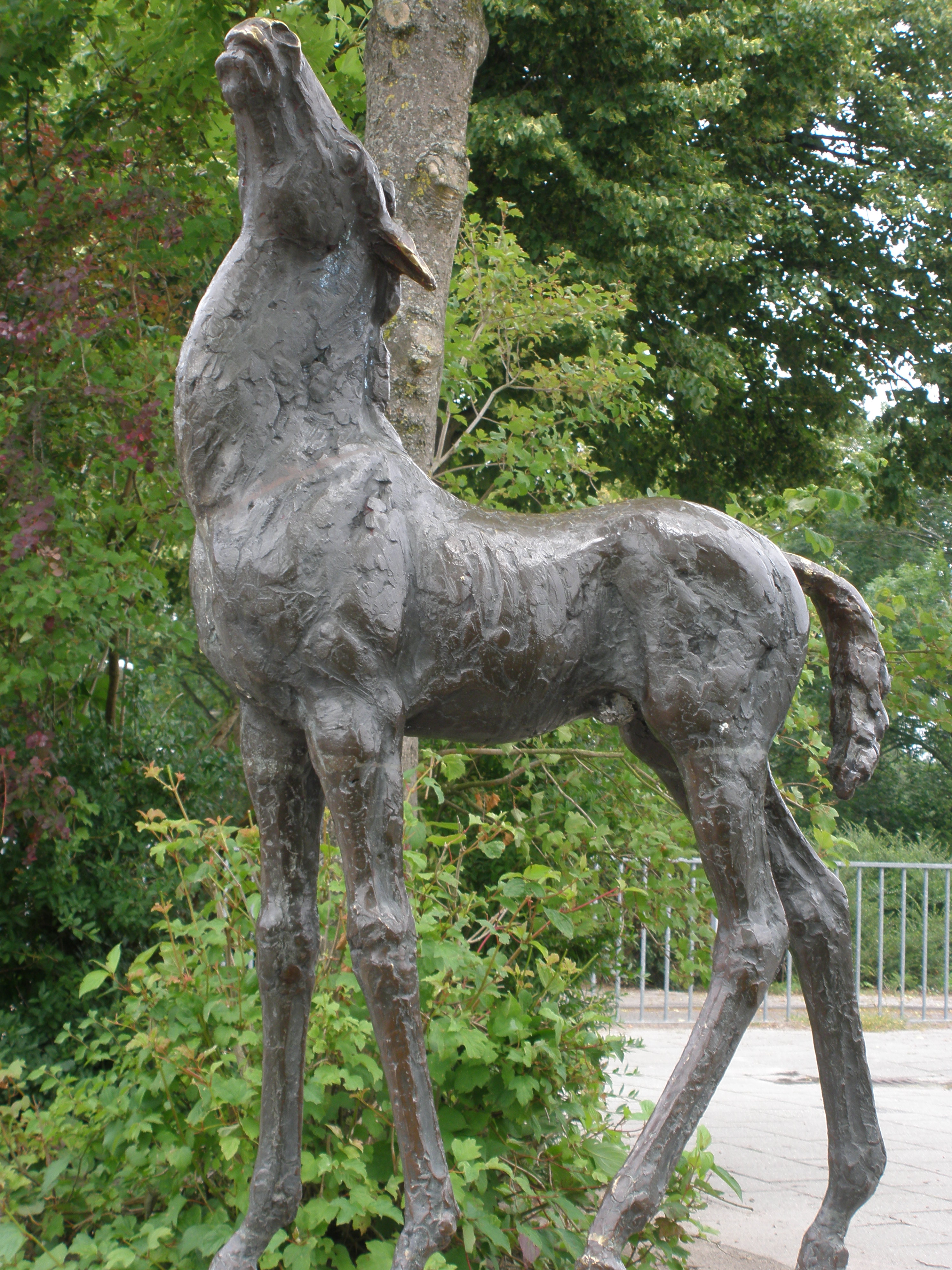
Poulain (1977)
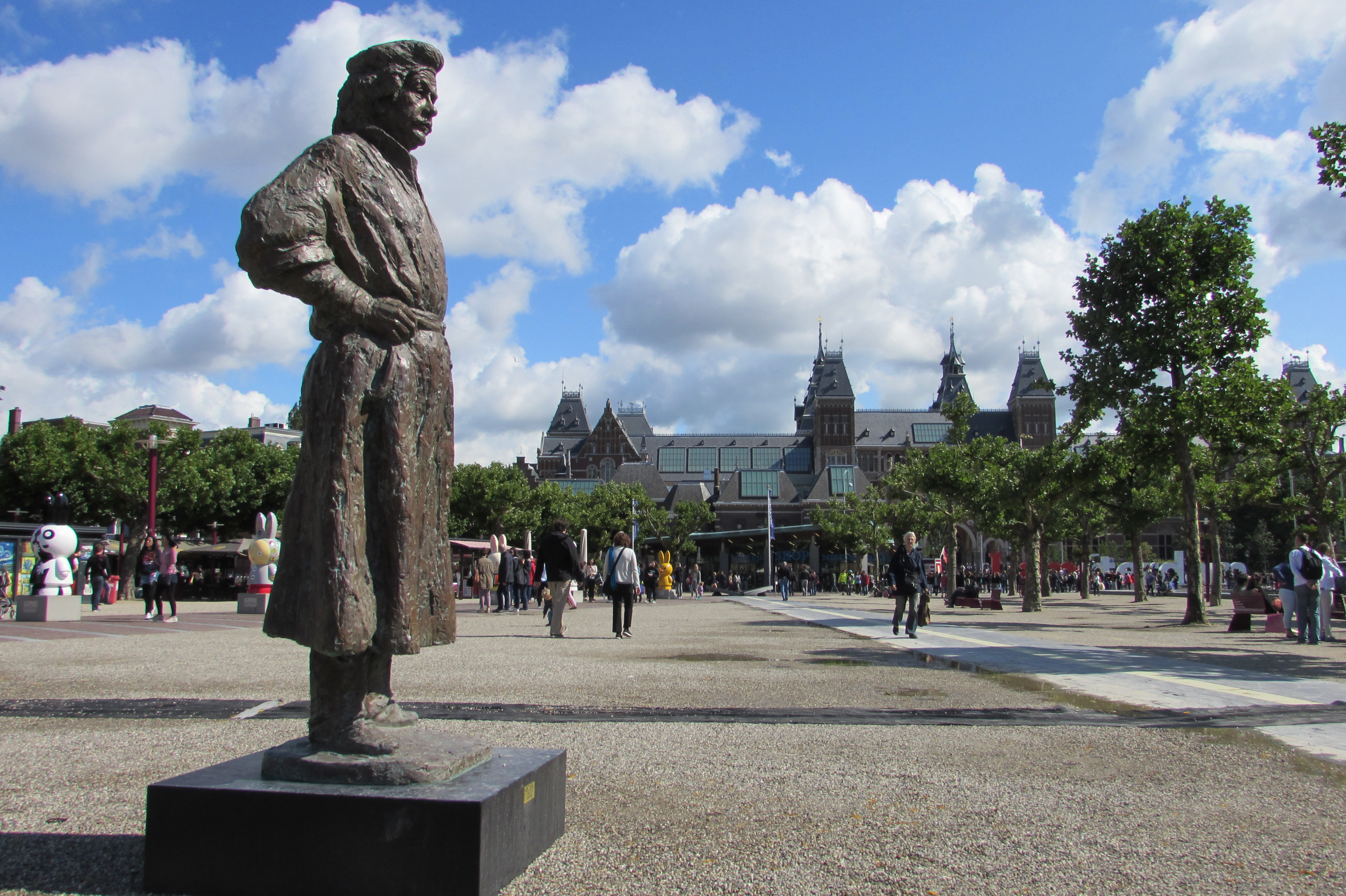
Rembrandt (2005)

## Prix et distinctions
1969: Médaille du Prix de Rome. 
1974: Prix du portrait Paul-Louis Weiller de l'Académie des Beaux-Arts. 
1992: Prix d'Excellence du « Grand Prix Rodin » du Musée en plein air de Hakone. 
1992: Prix du Président de la République de la biennale de sculpture animalière de Rambouillet. 
1993: Prix du Public au Château de Coubertin à Saint-Rémy-lès-Chevreuse.
1993: 1er prix, Section Sculpture, 1er Salon d'Automne de Saumur Art et Métiers du Cheval 

## Expositions
Les œuvres de Sterk ont été exposées dans la Galerie Bernheim-Jeune à Paris (1985-1987), la Gallery Schoots (Eindhoven, Pays-Bas), la Macquarie Gallerie à Canberra (1977), la Leveson Gallery à Melbourne en Australie (1990) ainsi que dans des sites remarquables comme le Champ de Mars à Paris (1996), le Musée vivant du cheval à Chantilly (1999), le Théâtre Carré d’Amsterdam (2006), Rue de la Mairie à Marseille, Capitale européenne de la Culture (2013). 